# NGC 4930
NGC 4930 ist eine Balkenspiralgalaxie vom Hubble-Typ SBb im Sternbild Zentaur am Südsternhimmel, die etwa 108 Millionen Lichtjahre von der Milchstraße entfernt ist. 
Das Objekt wurde am 8. Juni 1834 vom britischen Astronomen John Herschel entdeckt.

## NGC 4930-Gruppe (LGG 325)
| Galaxie   | Alternativname | Entfernung/Mio. Lj |
| --------- | -------------- | ------------------ |
| NGC 4930  | PGC 45155      | 108                |
| PGC 45011 |                | 105                |
| PGC 44605 | ESO 323-55     | 100                |
| PGC 44724 | ESO 323-58     | 105                |
| PGC 44842 | ESO 323-62     | 124                |
| PGC 44936 | ESO 323-67     | 102                |